# Бутко, Богдан Евгеньевич
Богда́н Евге́ньевич Бутко́ (укр. Богдан Євгенович Бутко; род. 13 января 1991[…], Константиновка, Донецкая область) — украинский футболист, защитник одесского «Черноморца». Бывший игрок сборной Украины.

## Клубная карьера
Воспитанник донецкого «Шахтёра». Весной 2008 года был переведён в «Шахтёр-3». Во Второй лиге дебютировал 3 апреля 2008 года в матче против луганского «Коммунальника» (1:2), в этом матче Богдан забил один из голов. В сезон 2008/09 вместе с дублем «Шахтёра» стал победителем молодёжного чемпионата Украины. Летом 2010 года на правах аренды перешёл в луцкую «Волынь», за которую в сезоне 2010/11 провёл 27 матчей и забил 3 мяча в украинской Премьер-лиге, а также 1 матч в Кубке Украины. В июне 2011 года также на правах аренды Бутко перешёл в мариупольский «Ильичёвец», в составе которого также провёл 27 матчей в сезоне 2011/12 (1 гол) и 1 игру в Кубке Украины. Подготовку к сезону 2012/13 после окончания Евро 2012, в котором защитник сыграл в одном из матчей, Бутко начал в составе мариупольского клуба. В январе 2015 года перешёл в пермский «Амкар» на правах аренды до конца сезона. Летом 2015 года «Амкар» договорился с «Шахтером» о продлении аренды Бутко на один сезон. В 2016 году вернулся в родной «Шахтер». После дисквалификации капитана «горняков» Дарио Срны, играл основного правого защитника. В феврале 2020 года на правах аренды перешёл в «Лех» из Познани.

## Карьера в сборной
В юношеской сборной Украины до 17 лет дебютировал 14 ноября 2006 года в матче против Нидерландов (0:0). Всего за сборную до 17 лет провёл 21 матч.
В юношеской сборной до 19 лет дебютировал 5 января 2009 года в матче против Бельгии (0:0). Бутко был включён Юрием Калитвинцевым в состав сборной на чемпионат Европы 2009 года в Донецке и Мариуполе. Сыграл всего 2 матча на групповой стадии против Словении (0:0) и Англии (2:2), из-за полученной травмы. В финале Украина обыграла Англию (0:2).
В национальной сборной первый матч сыграл в 20 лет, 2 сентября 2011 года, отыграв все 90 минут в спарринге с Уругваем, пятой командой мира по рейтингу на тот момент. Его игру прокомментировал главный тренер сборной Олег Блохин: «Очень понравился дебют Бутко, он, по-моему, меньше меня волновался. Вот на таких парнях и будем строить игру».
В мае 2016 года главный тренер сборной Украины Михаил Фоменко включил Бутко в резервную заявку на чемпионат Европы 2016.
Всего за сборную Украины сыграл 33 матча.

## Достижения
«Шахтёр» (Донецк)
- Чемпион Украины (3): 2016/17, 2017/18, 2018/19
- Обладатель Кубка Украины (3): 2016/17, 2017/18, 2018/19
- Обладатель Суперкубка Украины: 2017

«Заря» (Луганск)
- Бронзовый призёр чемпионата Украины: 2022/23

Сборная Украины (до 19 лет)
- Чемпион Европы среди юношей (до 19): 2009